# Mordellistena kaguyahime
Mordellistena kaguyahime es una especie de coleóptero de la familia Mordellidae.

## Distribución geográfica
Habita en Japón.